# Wayland (Michigan)
Wayland – miasto w Stanach Zjednoczonych, w stanie Michigan, w hrabstwie Allegan.